# Saint Jaoua
Saint Jaoua est un des saints bretons plus ou moins mythiques de la Bretagne du haut Moyen-Âge, non reconnu officiellement par l'Église catholique romaine, mais qui fait l'objet d'un culte en Bretagne. Jaoua ou Joavan ou Joevin ou Jouvin ou Jawa († vers 570), originaire des Îles Britanniques, disciple de son oncle saint Pol, abbé de Daoulas puis évêque du Léon en Bretagne ; saint chrétien fêté le 2 mars,.

## Hagiographie
La vie de Saint Jaoua est surtout connue grâce à l'ouvrage d'Albert le Grand La vie des saints de la Bretagne Armorique dont l'un des chapitres est consacré au récit de sa vie.
Jaoua serait né dans les Îles Britanniques vers l'an 500 et serait venu en Armorique vers 520 en compagnie de Paul Aurélien et de treize autres compagnons, débarquant d'abord probablement à Ouessant, puis, sur le continent, à Kerber (dans l'actuelle commune de Lampaul-Ploudalmézeau ; il aurait ensuite fondé deux monastères, l'un minihy bihan (« petit monastère »), connu au Moyen Âge sous le nom de « monastère d'Ac'h » ou Ack) peut-être à Plouguerneau, l'autre minihy bras (« grand monastère ») serait devenu le centre paroissial de Plouyen Koz (« vieux Plouvien ») à l'emplacement de l'actuelle chapelle Saint-Jaoua,.

« Selon les anciennes légendes, saint Jaoua était irlandais, oncle du prince Tinidore, père de saint Ténénan et serait, par sa mère, un neveu de Paul Aurélien. On l'envoya jeune encore en Angleterre où il fit d'excellentes études. Revenu chez son père, on le produisit dans le monde pour lui procurer un mariage avantageux ; mais, dominé par son penchant pour la vie religieuse, il s'enfuit de la maison paternelle et s'embarqua pour aller rejoindre son oncle saint Pol au monastère qu'il avait fondé depuis peu dans l'île d'Ouessant. Une tempête l'empêcha d'y aborder et le poussa dans la baie de Brest. Là, il mit pied à terre avec sa suite et fut accueilli par saint Judulus, abbé de Landévennec, auquel, après quelques mois de séjour, il demanda l'habit de novice dans son abbaye. »

Vers la fin de son noviciat, il se rendit en Léon près de son oncle Paul Aurélien, alors évêque de Léon, reçut la prêtrise et aurait été nommé curé de Brasparts dans les Monts d'Arrée où il aurait trouvé une population presque totalement idolâtre. Malgré son zèle, il eut beaucoup de mal à convertir les habitants. Dom Lobineau nous dit que Jaoua trouva à Brasparts « beaucoup de difficultez, à raison que les paroissiens, mal-instruits et peu catéchisez, se rendoient difficiles à gouverner: Jaoua, patient avec les uns, violent parfois avec les autres, les prêchait, les enseignait, les catéchisait, soucieux de les évangéliser, de leur montrer la voie du Seigneur ».
Le seigneur du Faou, un païen farouche, un jour que les supérieurs des monastères de Cornouaille étaient réunis dans l'église de Daoulas fit disperser les fidèles par ses troupes, enfonça la porte de l'église et tua de sa main saint Tadec qui était en train de célébrer la messe, massacrant aussi la plupart des autres moines présents. Saint Judulus, abbé de Landévennec fut rattrapé alors qu'il cherchait à regagner son monastère et le seigneur du Faou lui coupa la tête. Saint Jaoua eût le bonheur d'échapper à la tuerie.

« Dieu, dit la vieille chronique, ne tarda pas à punir ce chef sacrilège qui fut bientôt après possédé du démon, au point que ses serviteurs furent obligés de le lier. De plus un horrible dragon sortit de la mer et vint ravager ses domaines, dévorant hommes et bestiaux. Les principaux habitants reconnurent dans ces évènements l'effet de la vengeance divine et députèrent vers saint Pol pour le prier de faire cesser ces fléaux. Le saint prélat, touché du sort de ces païens, se rendit au Faou, où son neveu Jaoua vint le trouver. Là, il ordonna au dragon de comparaître devant lui sans faire de mal à personne. Le monstre obéit : saint Pol lui passa une étole autour du col et l'attache après son bourdon qu'il avait planté en terre. Le dragon demeura dans cette situation aussi paisiblement que si c'eût été un animal domestique. Frappés de ce miracle, tous les habitants du pays demandèrent le baptême et se convertirent à la foi chrétienne. Le seigneur du Faou(..), en expiation des meurtres de saint Judulus et saint Tadec fonda l'abbaye de Daoulas [...]. Saint Jaoua fut nommé premier abbé de ce monastère. »

Saint Jaoua quitta alors sa cure de Brasparts, qu'il laissa à Tusrenaus (ou Tusveanus, connu désormais sous le nom de saint Tujan), petit-fils du seigneur du Faou. Il aurait été un temps à la tête du monastère de l'Île-de-Batz et aussi à la tête du monastère d'Ac'h (ou Ack) à Plouguerneau  qui fut à l'origine de l'archidiaconé d'Ac'h au Haut Moyen Âge à Plouguerneau. Ayant ensuite rejoint Paul Aurélien, celui-ci lui abandonne sa charge d'Évêque de Léon. Il se serait rendu à Dol pour être consacré évêque par saint Samson, mais cela est contesté par divers historiens, par exemple par Alexandre-Marie Thomas dans son annotation de l'ouvrage d'Albert Le Grand.

« Peu après, la famine désola le canton de Brasparts. On pria saint Jaoua de s'y rendre pour faire cesser cette calamité par son intercession. Il y fut et le ciel, par sa prière, y ramena l'abondance, mais il y tomba malade et y mourut le 2 mars 554. Avant d'expier, il ordonna que son corps fut mis sur un chariot attelé, et qu'on l'enterrât au lieu même où les chevaux qui le traînaient s'arrêteraient. Cette volonté fut exécutée. Les chevaux s'acheminèrent d'eux-mêmes vers le Léonais. Arrivés dans la paroisse de Plouvien, le chariot se brisa au lieu-dit Porz-ar-Chraz ; le corps du saint y fut inhumé, et l'église de Plouvien érigée sur la place même. »

Saint Jaoua est pour cette raison considéré comme le fondateur (peut-être post mortem ?) du noyau primitif de la paroisse de Guicuyon ou Guicyen, devenu au XVIIIe siècle Plouyen avant d'être écrit Plouvien à partir de 1790.

## Les reliques de saint Jaoua
Le tombeau de saint Jaoua été ouvert en 1856 et à nouveau en août 1897.
Un fragment des reliques retrouvées a été transporté en grande pompe dans la cathédrale de Saint-Pol-de-Léon le 5 septembre 1897 et d'autres fragments furent solennellement transportés dans l'église paroissiale de Plouvien, dans l'église de Brasparts et à l'évêché de Quimper le 6 mars 1898.
À Brasparts, lors de l'accueil des reliques, l'assistance, considérable dès le matin, était, le soir, augmentée par toute la population des paroisses avoisinantes, accourue pour assister à la procession solennelle. (...) Précédée d'un nombreux cortège, (...) la sainte relique, portée par quatre prêtres en chasuble, a parcouru les rues du bourg, avant de prendre, à l'église paroissiale, la place d'honneur qui lui est réservée ». Les reliques furent placées dans un reliquaire, offert par le vicomte René de Kerret, bienfaiteur de la paroisse.

## Ses traces et son culte dans la Bretagne actuelle
- Plouvien (Finistère) : la chapelle Saint-Jaoua : une église de style roman et datant du XIe siècle fut construite à l'emplacement où a été enterré saint Jaoua et où s'élevait une première chapelle en bois. Ce fut le site de la première église paroissiale de Plouvien, déménagé par la suite à l'emplacement de l'église actuelle. La chapelle actuelle date du XVIe siècle, mais réutilise des restes de l'église romane. Le tombeau de saint Jaoua s'y trouve et la fontaine Saint-Jaoua est à proximité[4]. Le pardon de saint Jaoua y est organisé chaque année le premier dimanche de mai. C’est dans, et aux abords la chapelle Saint-Jaoua de Plouvien qu’est tourné en 1965 un court métrage intitulé « L’enterrement de Saint Jaoua ». Réalisé par Philippe Fournier (1951-2019) sur un scénario du recteur de la paroisse de Plouvien, l’abbé Eon, le film fait appel aux enfants de la commune en tant que figurants.

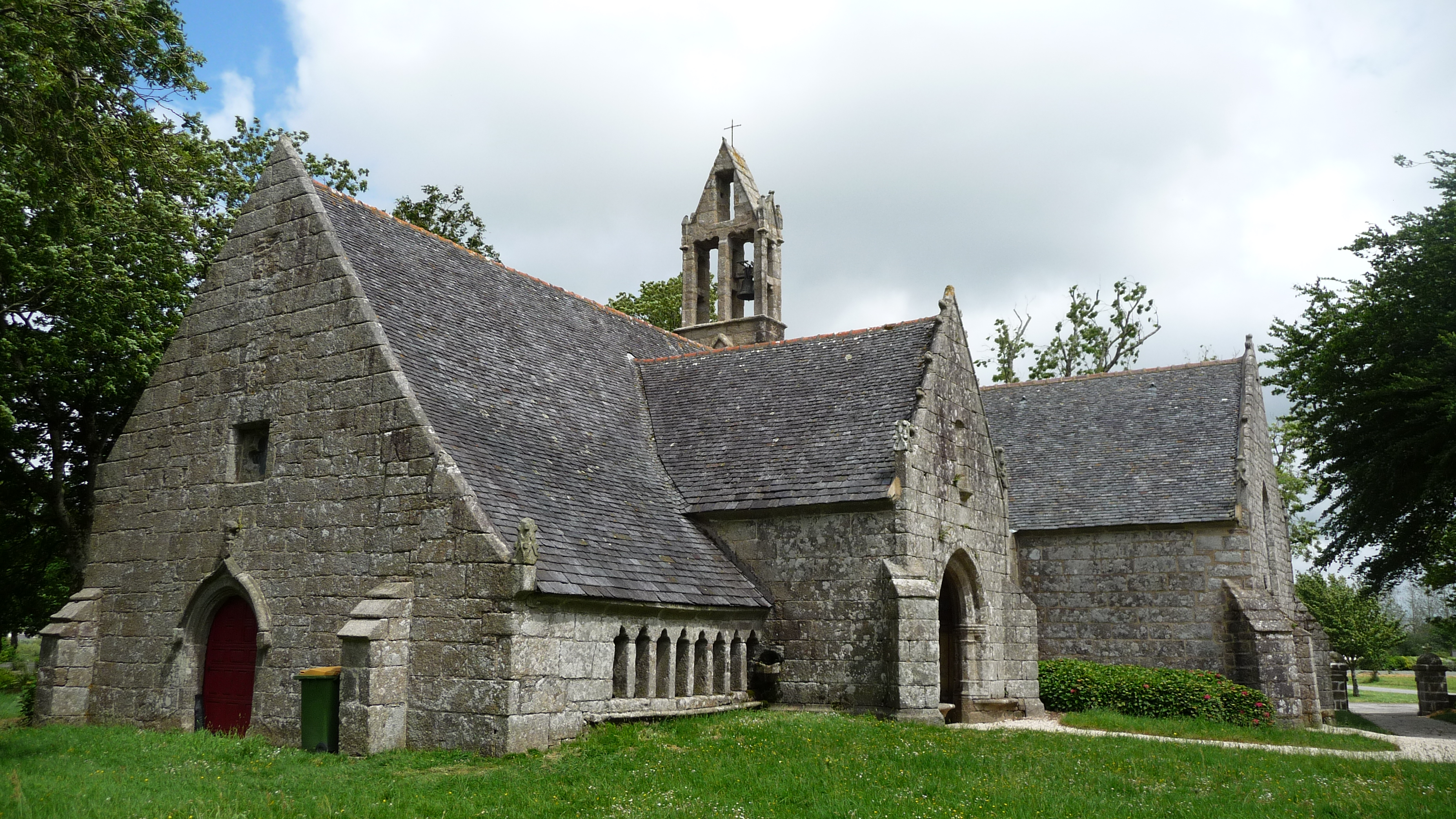
Plouvien : la chapelle Saint-Jaoua : vue d'ensemble
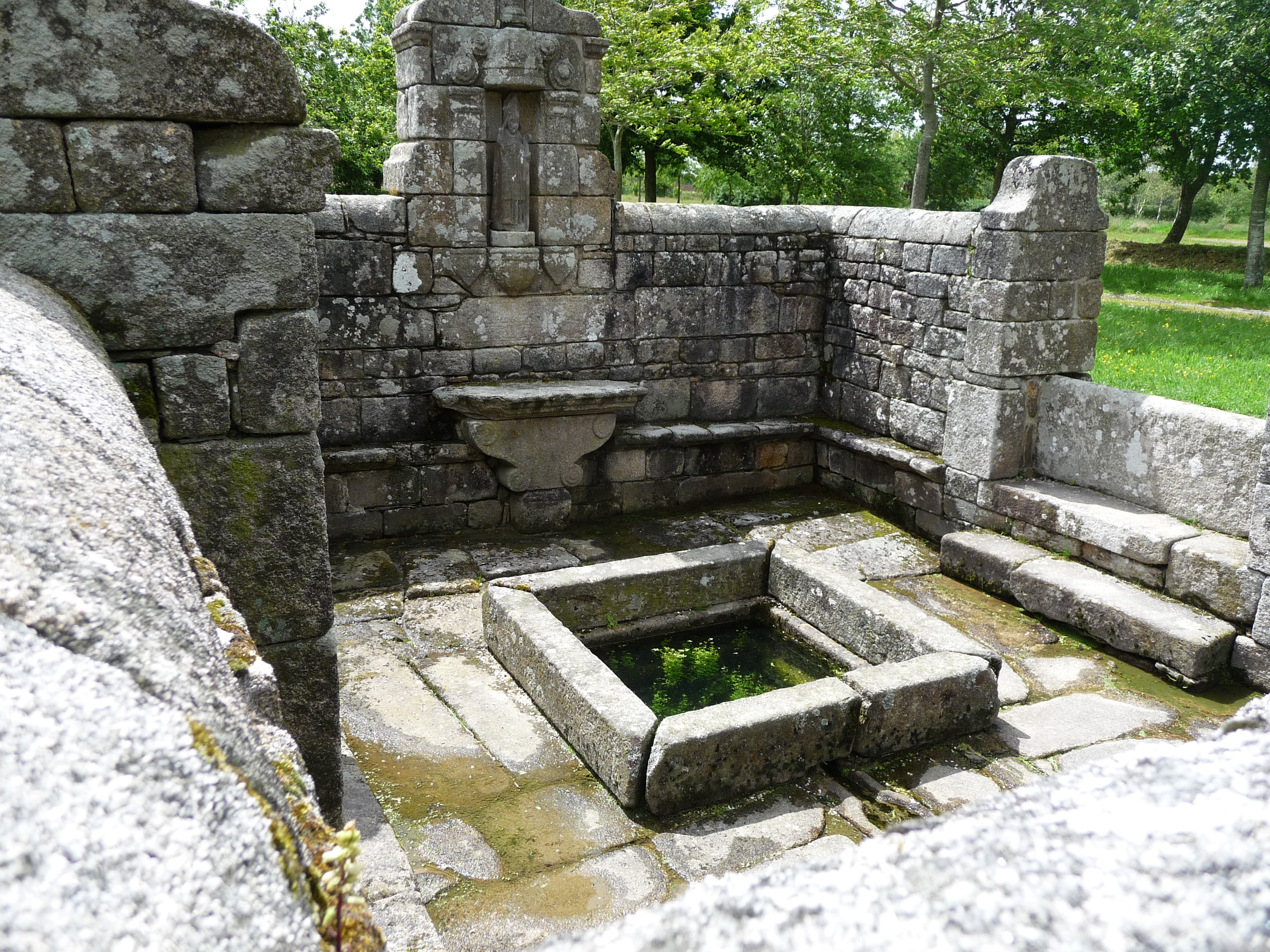
Plouvien : la fontaine de Saint-Jaoua
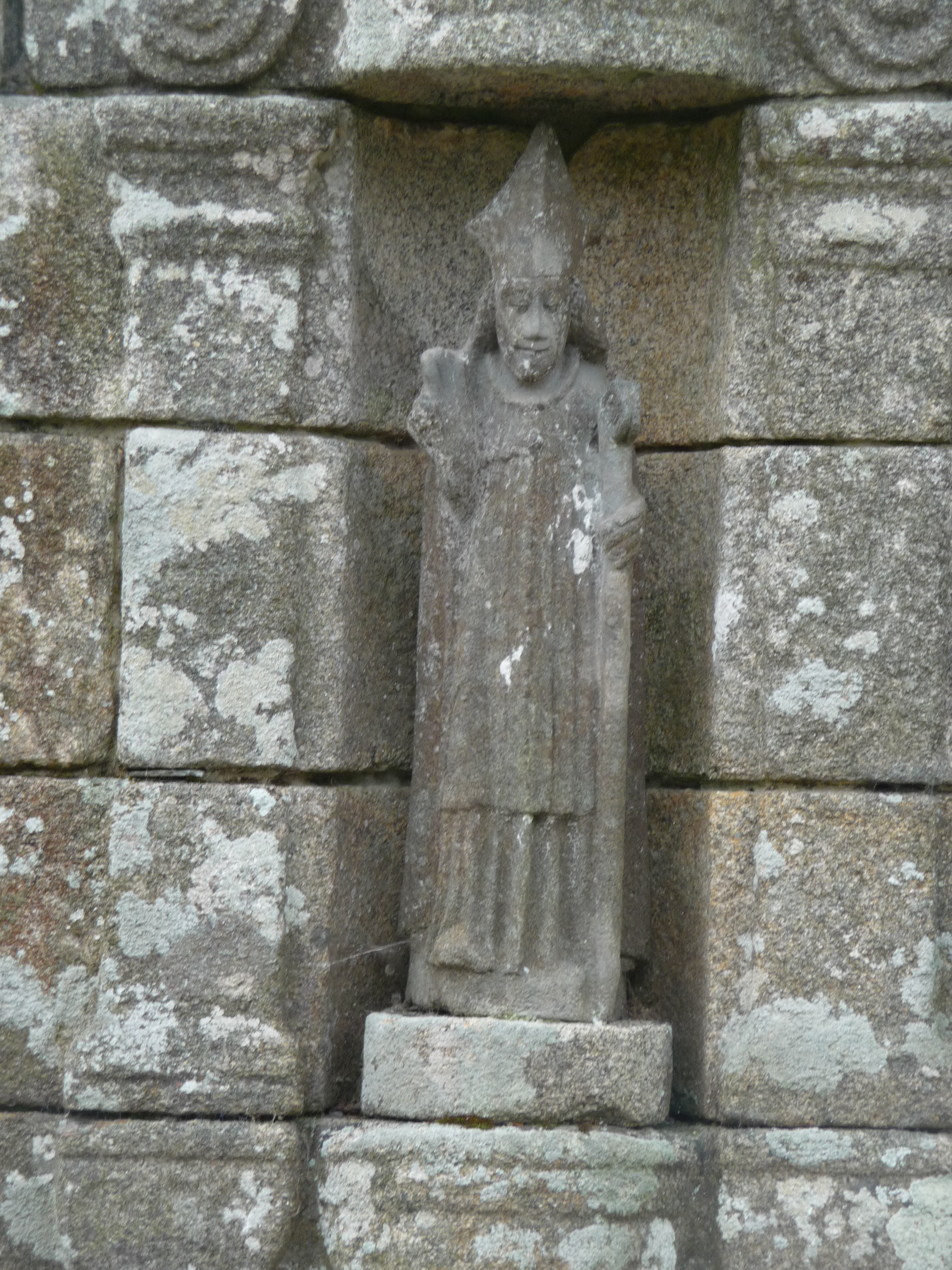
Plouvien : fontaine de Saint-Jaoua, statue de saint Jaoua

- Brasparts : saint Jaoua n'est plus le saint titulaire de Brasparts (c'est saint Tujan), mais il y est toujours honoré. Deux tableaux, qui ont disparu, se trouvaient dans la chapelle Sainte-Anne de l' église Notre-Dame et Saint-Tujan de Brasparts qui conserve par contre, outre le reliquaire, une statue le représentant en évêque et une bannière de procession en son honneur.
- Abbaye Notre-Dame à Daoulas : il en aurait été le premier abbé.
- Saint-Jouan-de-l'Isle (Côtes-d'Armor)[22].
- Saint-Jouan-des-Guérets (Ille-et-Vilaine)[22].